# Piment d'Alep
Le piment d'Alep ( en arabe : فلفل حلبي / ALA-LC : fulful Ḥalabī) est une variété de Capsicum annuum utilisée comme épice, en particulier dans les cuisines du Moyen-Orient et de la Méditerranée. Il est également connu sous le nom de piment Halaby. Ses gousses prennent une couleur bordeaux en murissant. Elles doivent être semi-séchées, épépinées puis broyées. Les flocons de piment sont connus en Turquie sous le nom de pul biber et en Arménie sous le nom de Haleb biber. Il tient son nom d'Alep, ville située au long de la route de la soie au nord de la Syrie et est cultivé en Syrie et en Turquie.
Bien qu'il s'agisse d'un condiment répandu, son utilisation aux États-Unis en dehors des communautés d'immigrants arméniens, syriens et turcs était rare jusqu'au XXe siècle. Il existe une source (Los Angeles Magazine) datant de son utilisation croissante dans la population américaine plus large, selon La Cuisine de la Méditerranée orientale de Paula Wolfert (publié en 1994).

## Caractéristiques
Le piment d'Alep a un niveau de chaleur modéré d'environ 10 000 sur l'échelle de Scoville ,, avec un goût fruité et des nuances douces rappelant le cumin. Sa saveur est similaire à celle du piment ancho, mais plus huileuse et légèrement salée. Le sel est souvent utilisé dans le processus de séchage. Il est assez doux avec une saveur fruitée de raisin sec. Il est également décrit comme « doux, rond et avec un parfum des meilleures tomates séchées mais qui, derrière, vous gifle un bon coup ».

## Utilisation
L'utilisation la plus courante est sous forme de flocons écrasés, avec une saveur souvent légèrement plus douce et plus huileuse que le piment rouge en poudre traditionnel. Mais, contrairement au piment rouge broyé, les flocons ne contiennent ni chair ni graines internes contribuant à la douceur. Le piment d'Alep broyé peut être utilisé comme substitut du poivron rouge broyé ou du paprika.
L'épice est un ingrédient commun dans certains des plats qui composent un mezzé.